# 阿鲁·萨丹拉彻
阿鲁·萨丹拉彻 (英語：Arun Sundararajan，泰米尔语: அருண் சுந்தர்ராஜன்) 美国经济学家，纽约大学斯特恩商学院教授。

## 生平
出生在英国，1993年毕业于馬德拉斯印度理工學院电机工程学学位，后前往美国罗切斯特大学学习，先后拿到运筹学硕士和企业经济学博士文凭。毕业后进入纽约大学斯特恩商学院担任教师。主要领域研究信息科技带来的商业和社会转型以及印度经济。发表过50多篇学术论文，以及在纽约时报、金融时报、卫报等多家媒体上发表过专栏文章。受邀请进行过250多场演讲。

## 著作
- 《分享经济的爆发》，文汇出版社，2017年4月，ISBN 9787549620104